# Hrvoje Vejić
Hrvoje Vejić (ur. 8 czerwca 1977 w Metkoviciu) – chorwacki piłkarz występujący na pozycji obrońcy. Od 2015 roku zawodnik klubu NK Jadran Luka Ploče.

## Życiorys
Jest wychowankiem klubu NK Jadran Luka Ploče. W 1998 roku został zawodnikiem stołecznego NK Zagreb. W ciągu trzech sezonów spędzonych w tym klubie rozegrał 69 meczów w najwyższej lidze chorwackiej, w których zdobył trzy gole. Przed rozpoczęciem sezonu 2001/2002 odszedł do Hajduka Split. W barwach tego klubu zagrał w 103 meczach ligowych oraz dwukrotnie świętował zdobycie mistrzostwa kraju. Miało to miejsce w sezonach 2003/2004 i 2004/2005. W latach 2005−2009 występował w rosyjskim Tomie Tomsk, po czym powrócił do Hajduka. 10 lutego 2012 został wypożyczony do końca sezonu do NK Primorac 1929. Po zakończeniu wypożyczenia został piłkarzem swojego macierzystego klubu – NK Jadran. Od 14 lutego do 7 września 2015 grał w NK Zadar.
W reprezentacji Chorwacji zadebiutował 7 lutego 2007 w wygranym 2:1 meczu z Norwegią. W 2008 roku został powołany do kadry na Mistrzostwa Europy.

## Statystyki klubowe
| Sezon   | Klub             | Kraj      | Rozgrywki     | Mecze | Bramki |
| ------- | ---------------- | --------- | ------------- | ----- | ------ |
| 1998/99 | NK Zagreb        | Chorwacja | Prva HNL      | 23    | 2      |
| 1999/00 | NK Zagreb        | Chorwacja | Prva HNL      | 19    | 2      |
| 2000/01 | NK Zagreb        | Chorwacja | Prva HNL      | 27    | 2      |
| 2001/02 | Hajduk Split     | Chorwacja | Prva HNL      | 27    | 4      |
| 2002/03 | Hajduk Split     | Chorwacja | Prva HNL      | 24    | 1      |
| 2003/04 | Hajduk Split     | Chorwacja | Prva HNL      | 25    | 3      |
| 2004/05 | Hajduk Split     | Chorwacja | Prva HNL      | 27    | 3      |
| 2005    | Tom Tomsk        | Rosja     | Priemjer-Liga | 11    | 2      |
| 2006    | Tom Tomsk        | Rosja     | Priemjer-Liga | 26    | 1      |
| 2007    | Tom Tomsk        | Rosja     | Priemjer-Liga | 21    | 1      |
| 2008    | Tom Tomsk        | Rosja     | Priemjer-Liga | 23    | 2      |
| 2008/09 | Hajduk Split     | Chorwacja | Prva HNL      | 12    | 2      |
| 2009/10 | Hajduk Split     | Chorwacja | Prva HNL      | 12    | 1      |
| 2010/11 | Hajduk Split     | Chorwacja | Prva HNL      | 20    | 1      |
| 2011/12 | Hajduk Split     | Chorwacja | Prva HNL      | 2     | 0      |
| 2011/12 | NK Primorac 1929 | Chorwacja |               | 6     | 0      |
| 2014/15 | NK Zadar         | Chorwacja | Prva HNL      | 2     | 0      |